# Petar Stoiànov
Petar Stefànov Stoiànov (búlgar, Петър Стефанов Стоянов) (25 de maig de 1952) va ser el President de Bulgària des de 1997 fins al 2002. Va guanyar l'elecció presidencial de 1996 com a candidat del partit de la Unió de Forces Democràtiques. Va rebre més vots que el candidat socialista Ivan Maràzov i el candidat búlgar Business Block, Georgui Gantxev, en la primera ronda. I després el va guanyar Marazov en una segona volta. A la primera ronda de l'elecció presidencial del 2001 va acabar en segon lloc, com Gueorgui Parvànov va rebre el 36,3%, Stoiànov va rebre 34,9% i el tercer candidat, Bogomil Bónev va rebre el 19,2%. Stoiànov va perdre la segona volta posterior amb Parvànov 53,3% -46,7%. Després de deixar el càrrec es va abstenir d'atenció dels mitjans durant algun temps.
Més tard, però, Stoiànov tornar a la política activa. El 2005 va ser elegit membre de la 40a Assemblea Nacional. Després de resultat insuficient UDF a les eleccions (8,4% del vot popular i 20 dels 240 escons) va culpar el dirigent del partit Mihailova i va criticar la seva política. L'1 d'octubre de 2005, la Conferència Nacional de UDF el va elegir president.
A les primeres eleccions de la Bulgària Europea del 20 de maig de 2007, Stoiànov - que va encapçalar la llista - no fou elegit, ja que UDF va caure un 1% per sota del 5,66% del llindar electoral. Això va donar lloc a la seva renúncia com a líder d'UDF.
El 2004, Petar Stoiànov va ser elegit per recomanació del ministre d'Afers Exteriors de Bulgària, Solomon Passi, en qualitat de representant especial de l'OSCE per a la resolució del conflicte a Transnístria.
Petar Stoìànov era a la llista de les Forces Democràtiques es va reunir per a les eleccions parlamentàries el 25 de juny de 2005, per a les ciutats de Plòvdiv i Smolian. I, des de l'1 d'octubre de 2005, va ser president de la Unió de Forces Democràtiques.
Petar Stoiànov parla bé l'alemany. Està casat es pare d'una filla i un fill. La seva esposa, Antonina Stoiànova, és una ex diplomàtica, que treballa actualment a la seu de l'OMPI a Ginebra.